# Me Logia Ellinika
Me Logia Ellinika (Με Λόγια Ελληνικά) – album studyjny greckiego duetu Antique, wydany w 2003.

## Lista utworów
1. "Follow Me (O Ti Theleis)"
2. "Me Logia Ellinika"
3. "Kainourgia Agapi"
4. "Vima Vima"
5. "Einai Adiko Kai Krima"
6. "O Ti Po"
7. "Ligo Ligo (Eric's Extended)"
8. "Mera Meti Mera (Extended Version)"
9. "Dinata Dinata (Jones's Club Mix)"
10. "Opa Opa (Extended Version)"